# 陸軍上將
陸軍上將（General of the army）是用來表示一個高級軍事領導人，通常是一般在一個國家的指揮軍隊的一個軍銜。這個級別比普通將軍還要高。在世界各地的軍人中，這個軍階通常是最高的軍階。

## 軍銜舉例
- 中国人民解放军上将